# Chandausi
Chandausi là một thành phố và là nơi đặt ban đô thị (municipal board) của quận Moradabad thuộc bang Uttar Pradesh, Ấn Độ.

## Địa lý
Chandausi có vị trí 28°27′B 78°46′Đ / 28,45°B 78,77°Đ Nó có độ cao trung bình là 184 mét (603 foot).

## Nhân khẩu
Theo điều tra dân số năm 2001 của Ấn Độ, Chandausi có dân số 103.757 người. Phái nam chiếm 53% tổng số dân và phái nữ chiếm 47%. Chandausi có tỷ lệ 58% biết đọc biết viết, thấp hơn tỷ lệ trung bình toàn quốc là 59,5%: tỷ lệ cho phái nam là 62%, và tỷ lệ cho phái nữ là 53%. Tại Chandausi, 15% dân số nhỏ hơn 6 tuổi.